# Goussaincourt
Goussaincourt – miejscowość i gmina we Francji, w regionie Grand Est, w departamencie Moza.
Według danych na rok 1990 gminę zamieszkiwało 120 osób, a gęstość zaludnienia wynosiła 12 osób/km² (wśród 2335 gmin Lotaryngii Goussaincourt plasuje się na 925. miejscu pod względem liczby ludności, natomiast pod względem powierzchni na miejscu 606.).